# Bank BGŻ/2013
Deze pagina geeft een overzicht van de Bank BGŻ-wielerploeg in 2013. 

## Algemene gegevens
Algemeen manager: Zbigniew Szczepkowski
Ploegleiders: Zbigniew Szczepkowski, Lukasz Dudala, Szymon Krotosz
Fietsmerk: Author
Budget: niet bekend

## Renners
| Naam                         | Geboortedatum | Nationaliteit | Ploeg 2012           |
| ---------------------------- | ------------- | ------------- | -------------------- |
| Dariusz Batek                | 27-04-1986    | Polen         | CCC Polsat Polkowice |
| Łukasz Bodnar                | 10-05-1982    | Polen         |                      |
| Pawel Brylowski              | 29-06-1989    | Polen         |                      |
| Mieszko Bulik                | 19-07-1990    | Polen         | Neo                  |
| Pawel Cieslik                | 12-04-1986    | Polen         |                      |
| Konrad Czajkowski            | 11-02-1988    | Polen         |                      |
| Błażej Janiaczyk             | 27-01-1983    | Polen         |                      |
| Patryk Komisarek (tot 29/06) | 03-03-1993    | Polen         | Neo                  |
| Mateusz Nowaczek             | 13-03-1991    | Polen         | Neo                  |
| Michal Podlaski              | 03-03-1988    | Polen         |                      |
| Tomasz Smoleń                | 03-02-1983    | Polen         |                      |
| Adam Stachowiak              | 10-07-1989    | Polen         |                      |
| Adrian Teklinski             | 03-11-1989    | Polen         | Neo                  |
| Mariusz Witecki              | 10-05-1981    | Polen         |                      |

## Overwinningen
| Małopolski Wyścig Górski 2e etappe: Łukasz Bodnar Eindklassement: Łukasz Bodnar |

2004 · 2005 · 2006 · 2007 · 2008 · 2009 · 2010 · 2011 · 2012 · 2013